# Павел Войтішек
Павел Войтішек (нім. Pavel Vojtíšek; нар. 13 червня 1963) — колишній німецький тенісист.
Найвищу одиночну позицію світового рейтингу — 73 місце — досяг 21 вересня 1987, парну — 194 місце — 23 березня 1987 року.

## Титули на челленджерах

### Одиночний розряд: (1)
| Ранг | Рік  | Турнір              | Покриття | Суперник          | Рахунок       |
| ---- | ---- | ------------------- | -------- | ----------------- | ------------- |
| 1.   | 1987 | Сан-Паулу, Бразилія | Ґрунт    | Роберто Аргуельйо | 6–4, 2–6, 6–3 |